# Amesti
Amesti és una població dels Estats Units a l'estat de Califòrnia. Segons el cens del 2000 tenia 2.436 habitants.

## Demografia
Segons el cens del 2000, Amesti tenia 2.436 habitants, 760 habitatges, i 589 famílies. La densitat de població era de 322,1 habitants per km².
Dels 760 habitatges en un 38,6% hi vivien nens de menys de 18 anys, en un 61,2% hi vivien parelles casades, en un 11,1% dones solteres, i en un 22,5% no eren unitats familiars. En el 17,5% dels habitatges hi vivien persones soles el 8,8% de les quals corresponia a persones de 65 anys o més que vivien soles. El nombre mitjà de persones vivint en cada habitatge era de 3,21 i el nombre mitjà de persones que vivien en cada família era de 3,56.
Per edats la població es repartia de la següent manera: un 30,2% tenia menys de 18 anys, un 7,4% entre 18 i 24, un 26,8% entre 25 i 44, un 21,6% de 45 a 60 i un 14% 65 anys o més.
L'edat mediana era de 36 anys. Per cada 100 dones de 18 o més anys hi havia 92,5 homes.
La renda mediana per habitatge era de 45.558 $ i la renda mediana per família de 48.036 $. Els homes tenien una renda mediana de 43.800 $ mentre que les dones 30.223 $. La renda per capita de la població era de 18.422 $. Entorn del 14% de les famílies i el 14,4% de la població estaven per davall del llindar de pobresa.

## Poblacions més properes
El següent diagrama mostra les poblacions més properes.